# 佐馬爾迪

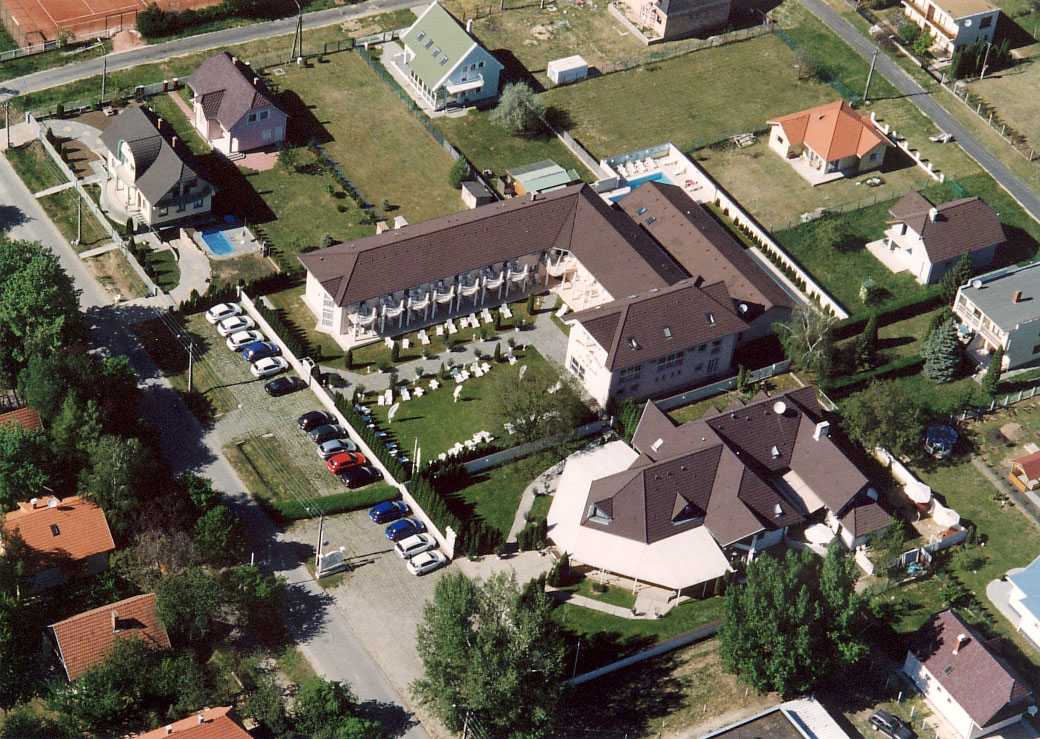

佐馬爾迪是匈牙利的城鎮，位於該國中部，由紹莫吉州負責管轄，面積45.15平方公里，該鎮的考古遺址出土屬於史前時代的文物，2011年人口2,382，其中約八成居民信奉天主教。

## 外部連結
- Street map (Hungarian)（页面存档备份，存于）